# Лена Сандін
Лена Сандін (швед. Lena Sandin; нар. 8 серпня 1961) — колишня шведська тенісистка.
Найвищу одиночну позицію світового рейтингу — 91 місце досягла 6 червня 1983, парну — 178 місце — 11 квітня 1988 року.
Здобула 1 парний титул туру WTA.
Найвищим досягненням на турнірах Великого шолома було 2 коло в одиночному та парному розрядах.
Завершила кар'єру 1989 року.

## Фінали Туру WTA

### Парний розряд (1-0)
| Результат | Дата         | Турнір                     | Рівень      | Покриття | Партнерка       | Суперниці                         | Рахунок  |
| --------- | ------------ | -------------------------- | ----------- | -------- | --------------- | --------------------------------- | -------- |
| Перемога  | Липень, 1982 | Гамбург, Західна Німеччина | Категорія 1 | Ґрунт    | Елізабет Екблом | Патрісія Медрадо Клаудія Монтейру | 7–6, 6–3 |